# Cefpirom
Cefpirom (łac. cefpiromum) – wielofunkcyjny organiczny związek chemiczny, bakteriobójczy antybiotyk beta-laktamowy z grupy cefalosporyn IV generacji, oporny na działanie większości β-laktamaz w tym  β-laktamaz o rozszerzonym spektrum działania i β-laktamaz chromosomalnych. 

## Mechanizm działania
Cefpirom jest antybiotykiem bakteriobójczym, hamującym syntezę ściany komórkowej bakterii Gram-ujemnych oraz Gram-dodatnich poprzez unieczynnianie białek wiążących penicylinę. Cefiprom jest oporny na działanie większości β-laktamaz w tym β-laktamaz o rozszerzonym spektrum działania oraz β-laktamaz chromosomalnych. 

## Zastosowanie
- zakażenia u dorosłych[2]:
  - zapalenie płuc
  - powikłane zakażenia układu moczowego
  - zakażenia skóry i tkanek miękkich
  - ciężkie zakażenia szpitalne
- bakteriemia[2]
- sepsa[2]
- leczenie infekcji u pacjentów z neutropenią lub niedoborem odporności[2]

W 2016 roku cefpirom nie był dopuszczony do obrotu w Polsce.

## Działania niepożądane
Cefpirom może powodować następujące działania niepożądane:
- nadwrażliwość skórna,
- gorączka,
- nudności,
- wymioty,
- ból brzucha,
- biegunka,
- małopłytkowość,
- eozynofilia,
- ból głowy,
- odczyn zapalny w miejscu podania leku,
- wzrost stężenia kreatyniny w osoczu krwi,
- wzrost aktywności aminotransferazy alaninowej (AlAT) w osoczu krwi,
- wzrost aktywności aminotransferazy asparaginianowej (AspAT) w osoczu krwi,
- wzrost stężenia bilirubiny w osoczu krwi.